# Carmelo Giuliano
Carmelo Héctor Giuliano González (Avellaneda, provincia de Buenos Aires, Argentina, 14 de junio de 1951) es un exfutbolista argentino. Jugó de líbero o defensa central y destacó en el Hércules CF donde fue uno de los buques insignias en la época dorada del club herculano.

## Trayectoria
Giuliano comenzó a jugar al fútbol en Avellaneda, en el equipo de su barrio, cuando contaba con doce años de edad. Fichó por el Club Atlético Independiente en la novena división y fue ascendiendo hasta pasar a profesional cuando tenía 21 años. Le ocultó a su padre que había fichado con el Independiente, ya que era hincha de Racing. Con el Independiente se proclamó campeón de la Copa Intercontinental de 1973, fue sustituto en la final.
Se fue cedido al Club Atlético Atlanta donde jugó el campeonato Metropolitano (actualmente Apertura) de 1974. Jugó habitualmente, alternando el puesto con Pecoraro. En el campeonato Nacional (actualmente Clausura) de 1974 no jugó con Atlanta ya que los jugadores reclamaron una deuda, y los directivos los sancionaron, decidiendo que fueran los no profesionales quienes disputasen este torneo. Así Giuliano quedó libre y fichó por el equipo español Hércules CF de Alicante.
El Hércules fichó al central por recomendación de Miguel Ángel Santoro, portero internacional argentino que llegó al club alicantino con anterioridad. Su debut con el club herculano fue en la campaña 1974/75, en un partido correspondiente a la segunda jornada de Primera División, el 14 de septiembre de 1974, en el Santiago Bernabéu, contra el Real Madrid (2-1).
En el Hércules, Giuliano batió marcas. Disputó una media de 33 partidos por temporada desde que llegó, en 1974, hasta su forzosa retirada. Su retirada como futbolista tuvo que ser poco antes de los 30 años, a raíz de una grave lesión de rodilla, con rotura de los ligamentos cruzados y menisco. La lesión se produjo en un encuentro de la segunda eliminatoria de la Copa del Rey 1980/81, se enfrentaban el Hércules y el Cartagena FC. El Hércules había perdido 3-0 en la ida, y en la vuelta el partido quedó 3-0 con clasificación del equipo alicantino en los penaltis. El propio Giuliano metió dos goles, pero Pedro Arango, lateral derecho del Cartagena realizó una dura entrada sobre el jugador argentino que a la postre serviría para abortar su carrera deportiva.
Giuliano estuvo la temporada 1981/82 sin jugar, su recuperación no fue completa y sufrió graves secuelas en la rodilla. En esa temporada el único encuentro que disputó fue en Copa del Rey, que forzó para probarse en un encuentro oficial. Ese partido fue en diciembre de 1981 contra el Sevilla Atlético (3-3), en los días previos a su reaparición, se levantó en la ciudad una tremenda espectación. En la temporada 1982/83 disputó 3 partidos de liga en Segunda División, el primero en el Tartiere contra el Real Oviedo (1-0), el segundo en el Rico Pérez contra el Recreativo (1-2) y el último, que significó su despedida definitiva, el 17 de octubre de 1982 contra el Córdoba CF (1-1).
Tras su retirada como futbolista, fue director deportivo del Hércules durante temporada y media hasta que entró una nueva junta directiva. En la actualidad es comentarista deportivo de radio y televisión, labor que viene desarrollando durante muchos años. En 2007, tras muchos años desligado del club herculano, regresó donde realiza labores tácticos y de supervisión en las categorías inferiores del club.

## Clubes
| Club          | País      | Año       | Encuentros disputados* | Goles* |
| ------------- | --------- | --------- | ---------------------- | ------ |
| Independiente | Argentina | 1971-1973 |                        |        |
| Atlanta       | Argentina | 1974      |                        |        |
| Hércules CF   | España    | 1974-1975 | 33                     | 4      |
| Hércules CF   | España    | 1975-1976 | 33                     | 4      |
| Hércules CF   | España    | 1976-1977 | 32                     | 3      |
| Hércules CF   | España    | 1977-1978 | 33                     | 1      |
| Hércules CF   | España    | 1978-1979 | 33                     | 0      |
| Hércules CF   | España    | 1979-1980 | 32                     | 2      |
| Hércules CF   | España    | 1980-1981 | 13                     | 0      |
| Hércules CF   | España    | 1981-1982 | 0                      | 0      |
| Hércules CF   | España    | 1982-1983 | 3                      | 0      |

(*) Datos sólo para partidos y goles en liga doméstica.

## Palmarés

### Copas internacionales
| Título                | Club          | País      | Año  |
| --------------------- | ------------- | --------- | ---- |
| Copa Interamericana   | Independiente | Argentina | 1972 |
| Copa Intercontinental | Independiente | Argentina | 1973 |